# Languriomorpha bicolor
Languriomorpha bicolor là một loài bọ cánh cứng trong họ Cerambycidae.